# امشب اشگی میریزد
امشب اشکی می‌ریزد فیلمی به کارگردانی منوچهر مصیری محصول سال ۱۳۵۷ خورشیدی است. فیلمنامه فیلم امشب اشکی می‌ریزد بر اساس رمانی به همین نام نوشته کوروس بابایی توسط امیر قویدل نوشته و تنظیم شد. این فیلم که به صورت ۳۵ میلی‌متری و سیاه و سفیدفیلمبرداری شده، آخرین فیلم کامرافیلم، به تهیه‌کنندگی پرویز حجازی بود.

## خلاصه داستان
رؤیا و بهمن میلاد به یکدیگر علاقه دارند. رؤیا معتاد است و بهمن برای تأمین هزینهٔ مداوای او اقدام به سرقت از گاوصندوق شرکتی می‌کند که در آنجا مشغول کار است. بهمن به کمک دوستش حمید، رؤیا را در بیمارستان بستری می‌کند

## بازیگران
اسامی بازیگران و گویندگان فیلم به ترتیب نمایش در عنوان‌بندی آعازین فیلم:
| ردیف | بازیگر            | گوینده                    | نقش                    |
| ---- | ----------------- | ------------------------- | ---------------------- |
| ۱    | فرامرز قریبیان    | جلال مقامی                | بهمن میلاد             |
| ۲    | آیلین ویگن        | شهلا ناظریان و شکوه زارعی | رویا / شهلا            |
| ۳    | فرامرز صدیقی      | سعید مظفری                | حمید                   |
| ۴    | علی اکبر مهدوی فر | مازیار بازیاران           |                        |
| ۵    | گیتی فروهر        |                           |                        |
| ۶    | حسین صفاریان      |                           |                        |
| ۷    | محمد ورشوچی       | محمد باقر توکلی           |                        |
| ۸    | سامی تحصنی        |                           |                        |
| ۹    | امیل مقصدی        |                           |                        |
| ۱۰   | اسفندیار ماوندادی | احمد مندوب هاشمی          | رئیس شرکت              |
| ۱۱   | عاطفه کریمی       |                           |                        |
| ۱۲   | امیر پریچهر       |                           | پسر عمو                |
| ۱۳   | فاضل              |                           |                        |
| ۱۴   | معافی             |                           |                        |
| ۱۵   | لاله              |                           |                        |
| ۱۶   | کریم نشاط         |                           |                        |
| ۱۷   | نیوشا             |                           | (کودک هنرمند)          |
| ۱۸   | رفیع حالتی        | احمد رسول‌زاده             |                        |
| ۱۹   | اصغر بیچاره       |                           | (عدم درج در عنوان‌بندی) |
|      |                   |                           |                        |

این فیلم به سرپرستی ابوالحسن تهامی‌نژاد دوبله شده است.

## گروه موسیقی[۲]
- فریدون خشنود: موسیقی متن

- ترانه بر روی عنوان‌بندی فیلم با نام تقدیر:
  - گوگوش: خواننده
  - اردلان سرفراز: ترانه‌سرا
  - حسن شماعی‌زاده: آهنگساز
  - ناصر چشم آذر: تنظیم‌کننده

- ترانه پایانی فیلم با نام «شب ویرونی»
  - ستار: خواننده
  - اردلان سرفراز: ترانه‌سرا
  - فریدون خشنود: آهنگساز
  - منوچهر چشم آذر: تنظیم‌کننده